# Neckera welwitschii
Neckera welwitschii là một loài rêu trong họ Neckeraceae. Loài này được Duby mô tả khoa học đầu tiên năm 1872.